# Дрешер, Фрэн
Фрэнси́н Джой Дре́шер (англ. Francine Joy Drescher; род. 30 сентября 1957 года) — американская актриса, комедиантка, сценаристка и активистка. 2 декабря 2021 года избрана президентом профсоюза актёров SAG-AFTRA и возглавила его во время забастовки актёров, присоединившихся к бастующим сценаристам в июле 2023 года.
Дрешер дебютировала в кино в 1977 году небольшой ролью в фильме «Лихорадка субботнего вечера» и впоследствии снялась в фильмах «Американский воск» и «Незнакомец в нашем доме» (1978). В 1980-х годах, она получила более широкую известность как комедийная актриса, снимаясь в голливудских фильмах «Голливудские рыцари» (1980), «Доктор Детройт» (1983), «Это — Spinal Tap» (1984), «Ультравысокая частота» (1989), «Человек в кадиллаке» (1990), а также начала карьеру на телевидении. В 1991 году Дрешер получила свою первую главную роль в недолго выходившем телесериале «Принцесса», а в 1993 году она достигла мировой известности как создатель и исполнительница главной роли Фрэн Файн в собственном комедийном сериале «Няня», за роль в котором она была номинирована на две «Эмми» и два «Золотых глобуса». Она получила дальнейшую известность за роли в фильмах «Джек» (1996), «Парикмахерша и чудовище» (1997), «По кусочкам» (2000) и укрепила свой статус комедийной актрисы сериалами «Жизнь с Фрэн» (2005—2006) и «Счастливо разведённые» (2011—2013).
Она поборола рак матки и впоследствии написала книгу «Рак шмак» (англ. Cancer Schmancer) и основала одноимённую организацию, Cancer Schmancer, цель которой — обеспечить раннее диагностирование рака у женщин. Дрешер является активным защитником сексуальных меньшинств, а также известна в качестве публичного дипломата по вопросам охраны здоровья женщин США. Она в настоящее время живёт в Малибу, штат Калифорния.

## Биография
Фрэн Дрешер родилась 30 сентября 1957 года, в районе Куинс, город Нью-Йорк. Дочь Мортона и Сильвии Дрешер. Есть старшая сестра, Надин Дрешер. Фрэн закончила Хилькрест Хай Скул вместе с другим известным актёром — Рэем Романо. Там она познакомилась с Питером Марком Джейкобсоном, за которого позднее вышла замуж.
Фрэн хотела быть актрисой, но этому мешал её гнусавый хрипловатый голос, позже ставший её отличительной чертой. Ей доставались маленькие роли, одна из них в фильме «Лихорадка субботнего вечера». Пока Фрэн пробовалась на разные роли, она выучилась на парикмахершу, чтобы иметь какой-то доход.
В январе 1985 года Фрэн и её подруга были изнасилованы в её квартире в Лос-Анджелесе.

## Карьера

### Няня
Идея популярного сериала «Няня» родилась в Лондоне, когда Фрэн навещала подругу, супер-модель Твигги. Пока Твигги работала, Фрэн проводила время с её дочкой. Тогда ей и пришла в голову идея Няни (The Nanny). Она поделилась идеей со своим мужем Питером и вдвоем они стали разрабатывать сценарий.
Продать идею ей удалось, когда она летела в самолёте. Фрэн пересела в бизнес-класс, где познакомилась с главой телевизионной компании CBS.
Шоу стало большим хитом в США и было показано во многих других странах. Оно шло с 1993 по 1999 год. Всего было снято шесть сезонов.

### Дома у Фрэн
В 2005 году Фрэн вернулась на экраны телевизоров в новом шоу «Жизнь с Фрэн», создателем которого была опять же она. Шоу рассказывало историю о Фрэн Ривз — разведённой женщине бальзаковского возраста и её детях и возлюбленном, который был чуть старше её сына.
Сериал «Дома у Фрэн» шёл на канале WB и продержался в эфире два сезона.

### Политика
В сентябре 2008 года, ещё при республиканской администрации, Фрэн была избрана дипломатом Государственного департамента США, хотя является членом Демократической партии. Её официальная должность называется «Посол по вопросам здравоохранения женщин». В путешествиях по всему миру (первое включало Румынию, Венгрию, Сербию и Польшу) перед ней стояла задача поддерживать США в работе со сферой здравоохранения.
В 2008 году Дрешер поддерживала Хиллари Клинтон в выдвижении её на пост президента. Дрешер также планировала баллотироваться в Конгресс, но пока не реализовала это намерение. В 2017 году она объявила, что придерживается антикапиталистических взглядов.

### Возвращение на телевидение
В 2006 году Фрэн была приглашенной звездой в одном из эпизодов криминального сериала «Закон и порядок: Преступное намерение», а в 2008 снялась в сериале «Красавцы».
В 2010 году Дрешер вернулась на телевидение со своим собственным дневным ток-шоу. Хотя шоу дебютировало с высокими рейтингами, но со временем начало терять аудиторию.
В 2011 году Дрешер возвращается с собственной комедией, написанной и произведенной ею, под названием «Счастливо разведённые».

## Личная жизнь
В 1978—1999 годах Фрэн была замужем за телевизионным сценаристом, режиссёром, продюсером и актёром Питером Марком Джейкобсоном.

### Рак
В июне 2000 года Фрэн поставили диагноз рак матки. Но так как он был обнаружен на первой стадии развития, его удалось удалить с помощью операции. Никаких осложнений не последовало. Всё это описывается в книге «Рак шмак».

## Избранная фильмография
| Год       |    | Русское название                      | Оригинальное название                 | Роль                 |
| --------- | -- | ------------------------------------- | ------------------------------------- | -------------------- |
| 1977      | ф  | Лихорадка субботнего вечера           | Saturday Night Fever                  | Конни                |
| 1978      | ф  | Незнакомец в нашем доме               | Stranger In Our House                 | Кэролин Бэйкер       |
| 1981      | ф  | Рэгтайм                               | Ragtime                               | Мамен                |
| 1983      | ф  | Доктор Детройт                        | Doctor Detroit                        | Карен Бихштейн       |
| 1989      | ф  | Ультравысокая частота                 | UHF                                   | Памела Финкельштейн  |
| 1990      | ф  | Человек в кадиллаке                   | Cadillac Man                          | Джой Буллшен         |
| 1992      | ф  | Наш конёк — большие деньги            | We’re Talkin' Serious Money           | Валери               |
| 1993—1999 | с  | Няня                                  | The Nanny                             | Френ Файн            |
| 1994      | ф  | Патрульная машина 54                  | Car 54, Where Are You?                | Велма Велюр          |
| 1996      | ф  | Джек                                  | Jack                                  | Долорес "ДД" Дуранте |
| 1997      | ф  | Парикмахерша и чудовище               | The Beautician and the Beast          | Джой Миллер          |
| 2000      | ф  | По кусочкам                           | Picking Up the Pieces                 | Фрида                |
| 2005—2006 | с  | Жизнь с Фрэн                          | Living With Fran                      | Фрэн Ривз            |
| 2006      | мф | Наживка для акулы                     | Shark Bait                            | тетя Перл            |
| 2006      | мс | Симпсоны                              | The Simpsons                          | Озвучка              |
| 2008      | с  | Красавцы                              | Entourage                             | г-жа Левин           |
| 2010      | с  | Шоу Фрэн Дрешер                       | The Fran Drescher Tawk Show           | В качестве ведущей   |
| 2011—2013 | с  | Счастливо разведённые                 | Happily Divorced                      | Фрэн                 |
| 2012      | мф | Монстры на каникулах                  | Hotel Transylvania                    | Юнис                 |
| 2015      | мф | Монстры на каникулах 2                | Hotel Transylvania 2                  | Юнис                 |
| 2018      | мф | Монстры на каникулах 3: Море зовёт    | Hotel Transylvania 3: Summer Vacation | Юнис                 |
| 2021      | мф | Монстры на каникулах 4: Трансформания | Hotel Transylvania: Transformania     | Юнис                 |

## Награды
Дрешер была лауреатом премий «Успешной женщине» от Института Джона Уэйна (англ. John Wayne Institute's Woman of Achievement Award), «Джильда» (англ. Gilda Award), «Женщине года от города Надежды» (англ. City of Hope Woman of the Year Award), Гуманитарной премии Еврейского университета (англ. Hebrew University Humanitarian Award) и премии «Достижение духа» медицинского колледжа Альберта Эйнштейна (англ. Albert Einstein College of Medicine's Spirit of Achievement Award). В 2006 году она была удостоена премии «Дух жизни от города Надежды», который была вручена ей сенатором Хиллари Клинтон. 10 апреля 2010 года Дрешер была почётной гостью на благотворительном бале «Танцоры против рака», который проходил в Императорском дворце в Вене (Австрия), где она получила первую премию «Моя помощь» за её достижения в поддержке профилактики рака и реабилитации онкобольных.